# Пафос
Па́фос (греч. πάθος «страдание, страсть, возбуждение, воодушевление»), или пате́тика (греч. παθητικός «чувствительный, страстный, пылкий, возбуждённый») — приём обращения к эмоциям аудитории. Соответствует стилю, манере или способу выражения чувств, которые характеризуются эмоциональной возвышенностью, воодушевлением, драматизацией.
Как категория риторики пафос впервые был полно разработан Аристотелем, который наряду с пафосом выделял такие элементы риторики, как этос и логос. В трактовке Аристотеля, пафос представляет собой приём, при котором эстетика повествования передаётся через трагедию героя, его страдание и ответные эмоции зрителей. Используя пафос, автор или оратор должен вызвать у аудитории нужные чувства, при этом не открывая до конца собственные.
В более позднем представлении, в работах Гегеля, понятие пафоса расширилось, включая не только трагическую, но и торжественную возвышенную эстетику. Выделяют пафос героический, трагический, романтический, сентиментальный и сатирический. К пафосу традиционно прибегают авторы од, эпосов, трагедий.